# Thibron (geslacht)
Thibron is een geslacht van rechtvleugeligen uit de familie doornsprinkhanen (Tetrigidae). De wetenschappelijke naam van dit geslacht is voor het eerst geldig gepubliceerd in 1939 door Rehn.

## Soorten
Het geslacht Thibron omvat de volgende soorten:
- Thibron illepidus Karsch, 1893
- Thibron lunda Rehn, 1930
- Thibron mendax Rehn, 1939
- Thibron mombuttu Rehn, 1939
- Thibron tectatus Günther, 1979